# 公民民主联盟
公民民主联盟（阿拉伯语：‎）是伊拉克的一个世俗主义政党联盟，成立于2013年12月11日。

## 成员
- 全国民主党
- 伊拉克乌玛党
- 伊拉克自由党
- 人民党
- 阿拉伯社会主义运动
- 全国民主行动党
- 民主行动运动
- 文明集团之子